# برون قشلاق
برون قشلاق یک روستا در ایران است که در دهستان قزل‌گچیلو واقع شده‌است. برون قشلاق ۴۲۹ نفر جمعیت دارد.